# کوه سیاه اسلواکی
کوه سیاه اسلواکی (به لاتین: Black Mountain) یک رشته‌کوه در اسلواکی است که در Košice-okolie District واقع شده‌است. کوه سیاه اسلواکی ۱٬۰۲۹ متر بالاتر از سطح دریا واقع شده‌است.